# AJ Tracey
Че Уолтон Грант (англ. Ché Wolton Grant; род. 4 марта 1994 года, Брикстон, Лондон, Англия, Великобритания), более известный как AJ Tracey, — британский рэпер и музыкальный продюсер из Лэдброк-Гроув, Лондон. Tracey приобрел популярность в 2016 году и был включен The Guardian в список «лучших новых исполнителей, которых можно увидеть на фестивалях в 2016 году».
Пятый мини-альбом Tracey Secure the Bag! (2017), стал его первым альбомом в UK Albums Chart, заняв 13-е место. Его сингл 2018 года «Butterflies» (при участии Not3s) стал его коммерческим прорывом, попав в двадцатку лучших UK Singles Chart. Его одноименный дебютный альбом (2019) был встречен критиками с одобрением и достиг третьего места в UK Albums Chart. Его главный сингл «Ladbroke Grove» достиг третьего места в UK Singles Chart и был сертифицирован BPI как платиновый .
AJ Tracey выпустил песни с такими артистами, как Aitch, Big Zuu, Дэйв, D-Block Europe, Digga D, Giggs, Мейбел, Mahalia, MoStack, Скепта и Нелли Фуртадо.

## Биография
AJ Tracey родился в Брикстоне и вырос в Лэдброк-Гроув. Отец Гранта, афро-тринидадского происхождения, бывший рэпер, а его мать- валлийка — бывший диджей в стиле джангл. Он был назван своей матерью в честь революционера Че Гевары.
Tracey занимается рэпом с четырёх лет. Он получил образование в местной начальной школе Middle Row и продолжил обучение в школе Holland Park, а также бросил курс криминологии в London Metropolitan University, чтобы продолжить свою музыкальную карьеру. Он всю жизнь болеет за Tottenham Hotspur.
В 2018 году AJ Tracey был включен в европейское издание Forbes «30 Under 30».

## Альбомы
- AJ Tracey (2019)
- Flu Game (2021)
- Don’t Die Before You’re Dead (2025)